# アスパラギン酸tRNAリガーゼ
アスパラギン酸tRNAリガーゼ(Aspartate—tRNA ligase、EC 6.1.1.12)は、以下の化学反応を触媒する酵素である。
ATP + L-アスパラギン酸 + RNA{\displaystyle \rightleftharpoons }AMP + 二リン酸 + L-アスパルチルtRNAAsp
従って、この酵素は、ATPとL-アスパラギン酸とRNAの3つの基質、AMPと二リン酸とL-アスパルチルtRNAAspの3つの生成物を持つ。
この酵素はリガーゼに分類され、特にアミノアシルtRNAと関連化合物に炭素-酸素結合を形成する。系統名はL-アスパラギン酸:tRNAAspリガーゼ(AMP生成)(L-Aspartate:tRNAAsp ligase (AMP-forming))である。アスパルチルtRNAシンターゼ、アスパラギン酸トランスラーゼ等とも呼ばれる。この酵素は、アラニンとアスパラギン酸の代謝及びアミノアシルtRNAの生合成に関与している。

## 構造
2007年末時点で、10個の構造が解かれている。蛋白質構造データバンクのコードは、1ASY、1ASZ、1B8A、1C0A、1EFW、1EOV、1EQR、1G51、1IL2、1L0Wである。